# Jerte (Cáceres)
Jerte (en estremeñu Xerti) es un municipio español, en la provincia de Cáceres, comunidad autónoma de Extremadura. Se sitúa en el valle del Jerte, sobre la N-110 entre Cabezuela del Valle y Tornavacas. Con más de 1300 habitantes, es el cuarto municipio con más población de la mancomunidad.

## Símbolos
El escudo heráldico que representa al municipio fue aprobado oficialmente el 9 de febrero de 1987. El escudo se blasona de la siguiente manera:

«Escudo cortado. Primero, de plata, una torre de piedra, almenada y donjonada de un donjón, mazonada de sable y aclarada de gules; acompañada de un pino arrancado, de su color, a la diestra, y de un castaño arrancado, también de su color a la siniestra. Segundo, de azur, un pueblo en llamas de su color, surmontado de la Corona Real. Lema «Fernando VI, 1748». Al timbre, Corona Real cerrada.»
Diario Oficial de Extremadura nº 14 de 19 de febrero de 1987

## Geografía física
Integrado en la comarca de Valle del Jerte, se sitúa a 115 kilómetros de la capital provincial. El término municipal está atravesado por la carretera N-110 entre los pK 362 y 368. 
El relieve del municipio está definido por el valle del río Jerte y las montañas que lo limitan. Se trata del valle más occidental de la sierra de Gredos, estando limitado por dos cadenas montañosas: la sierra de Tormantos al sureste (en el macizo central de la sierra de Gredos) y los montes de Traslasierra y sierra de Béjar al noroeste (en el macizo occidental de Gredos). La altitud oscila entre los 2210 metros en los montes de Traslasierra (Conchal de la Portilla del Arenal) y los 540 metros a orillas del río Jerte. En su territorio discurre la Garganta de los Infiernos que da nombre al parque natural. El pueblo se alza a 604 metros sobre el nivel del mar. 
El término municipal de Jerte limita con los siguientes municipios:
| Noroeste: Hervás                                 | Norte: Candelario (Salamanca) | Noreste: Tornavacas            |
| Oeste: Cabezuela del Valle                       |                               | Este: Tornavacas               |
| Suroeste: Cabezuela del Valle y Garganta la Olla | Sur: Aldeanueva de la Vera    | Sureste: Aldeanueva de la Vera |

## Historia

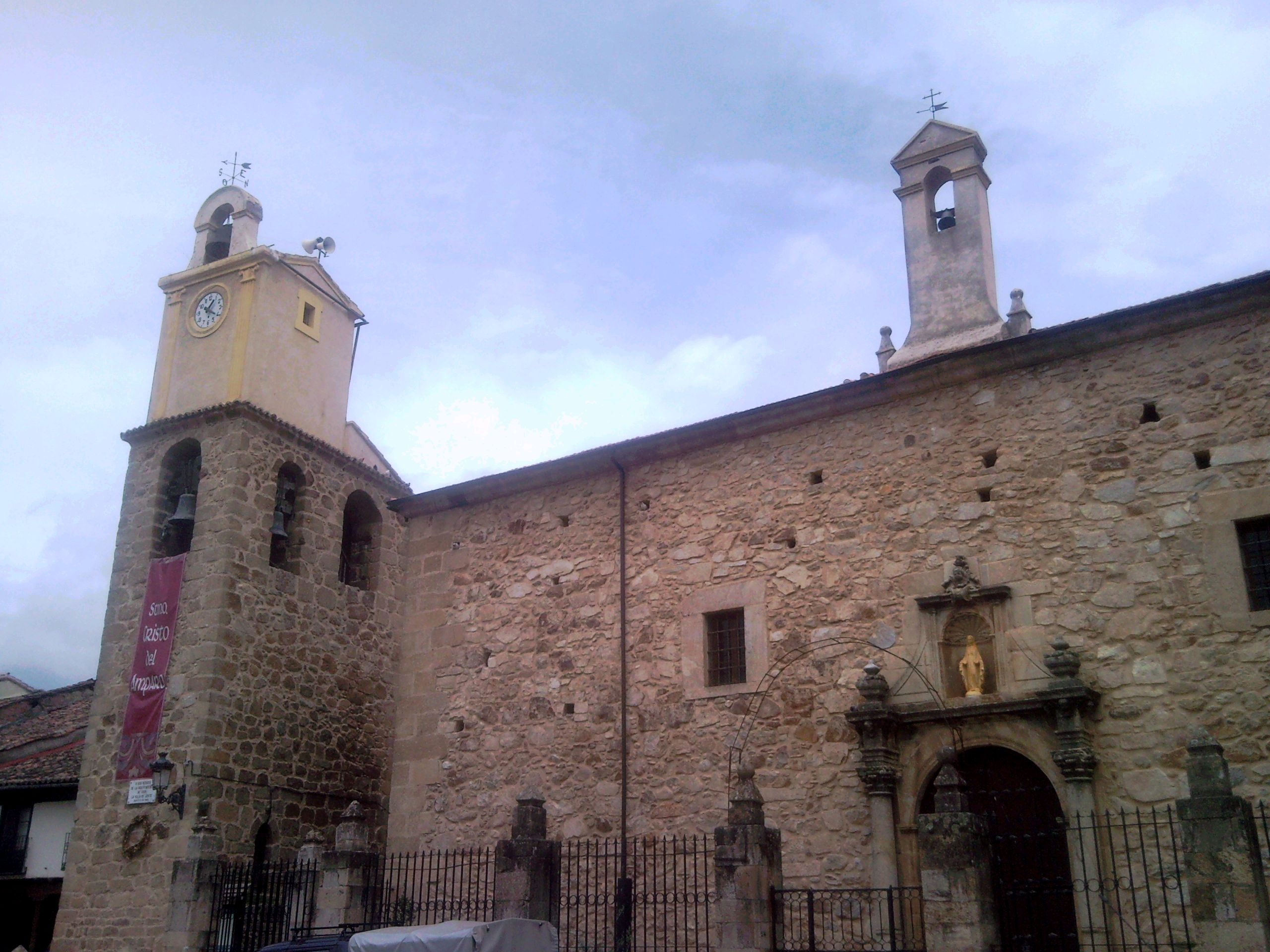
Iglesia de Nuestra Señora de la Asunción.

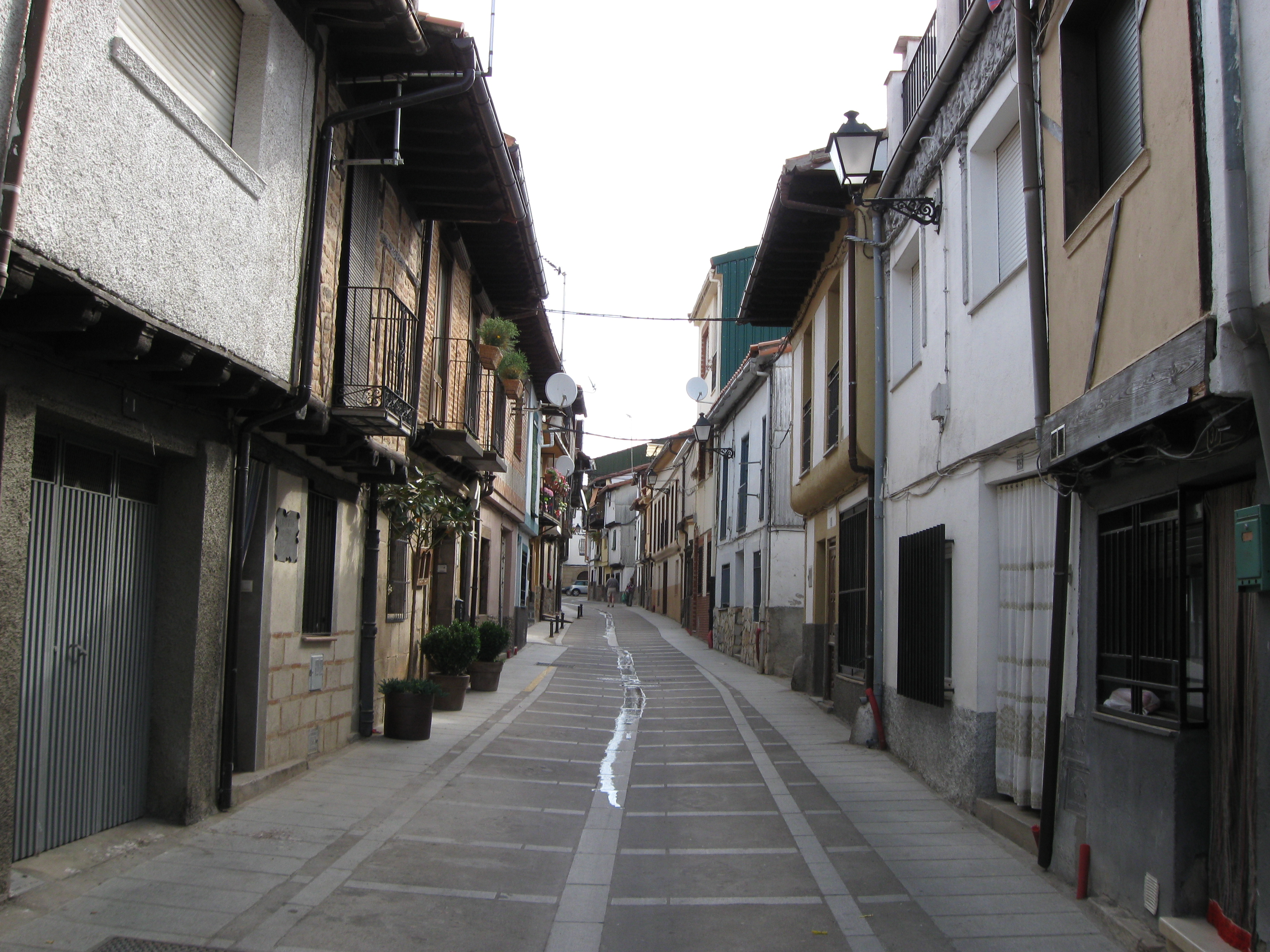
Calle Coronel Golfín.

En la Edad Media, tras la Reconquista, formó parte del sexmo de Plasencia.
Hasta 1492 contó con una comunidad judía, con categoría de aljama, subordinada a la de Cabezuela del Valle.
En 1564 se redactaron las ordenanzas del concejo de Jerte. Según se deduce de aquellas ordenanzas, aunque Jerte era una localidad dependiente de Plasencia, el pueblo tenía cierta autonomía, organizándose en un concejo abierto que tomaba las decisiones importantes mediante la reunión de todos los vecinos en el portal de la iglesia. La ciudad de Plasencia confirmó las ordenanzas de Jerte en 1565.
En abril de 1699, Carlos II concedió a Jerte el título de villa, lo que hizo que Jerte pasara a ser una localidad independiente de Plasencia.
Durante la Guerra Peninsular, la villa de Jerte fue incendiada por las tropas napoleónicas. En la primavera de 1809, Jerte había sido un importante punto de resistencia contra la invasión, impidiéndose desde la villa el acceso de las tropas francesas al valle, hasta el punto de que varios soldados franceses murieron y tres fueron apresados. La muerte de los soldados, unida a la constante negativa de los habitantes de la villa a suministrar víveres a los invasores, hizo que el 21 de agosto de 1809 una tropa de entre dos mil y tres mil soldados franceses quemase todas las casas de la localidad durante varios días. Los franceses rodearon completamente el casco urbano para evitar cualquier intento de apagar el incendio por parte de los vecinos que se habían refugiado en las montañas. Quedaron muy pocas casas en pie.
A la caída del Antiguo Régimen la localidad se constituyó en municipio constitucional en la región de Extremadura. Desde 1834 quedó integrado en partido judicial de Jarandilla. En el censo de 1842 contaba con 200 hogares y 1096 vecinos.

## Demografía
Jerte cuenta con una población de 1200 habitantes (INE 2024).
| Gráfica de evolución demográfica de Jerte entre 1842 y 2021                                                         |
| |
| Población de derecho según los censos de población del INE Población de hecho según los censos de población del INE |

## Ayuntamiento
En la siguiente tabla se muestran los votos en las elecciones municipales de Jerte, con el número de concejales entre paréntesis, desde las primeras elecciones municipales democráticas:
| Año  | Año | Populares          | Socialistas                  | Centro            | Otros                    |
| ---- | --- | ------------------ | ---------------------------- | ----------------- | ------------------------ |
| 1979 |     | No se presentaron  | No se presentaron            | UCD: 246 (2)      | AE: 626 (7)              |
| 1983 |     | AP-PDP-UL: 573 (6) | PSOE: 280 (3)                | No se presentaron | PCE: 61 (0)              |
| 1987 |     | AP: 486 (5)        | PSOE: 473 (4)                | No se presentaron | No hubo más candidaturas |
| 1991 |     | PP: 426 (4)        | PSOE: 530 (5)                | No se presentaron | No hubo más candidaturas |
| 1995 |     | PP: 391 (4)        | PSOE: 562 (5)                | No se presentaron | No hubo más candidaturas |
| 1999 |     | PP: 359 (3)        | PSOE: 555 (6)                | No se presentaron | No hubo más candidaturas |
| 2003 |     | PP: 227 (2)        | PSOE: 511 (5) PSDEX: 179 (2) | No se presentaron | No hubo más candidaturas |
| 2007 |     | PP-EU: 283 (3)     | PSOE: 556 (6)                | No se presentaron | No hubo más candidaturas |
| 2011 |     | PP-EU: 254 (3)     | PSOE: 431 (5)                | No se presentaron | Ecolo: 158 (1)           |

## Economía

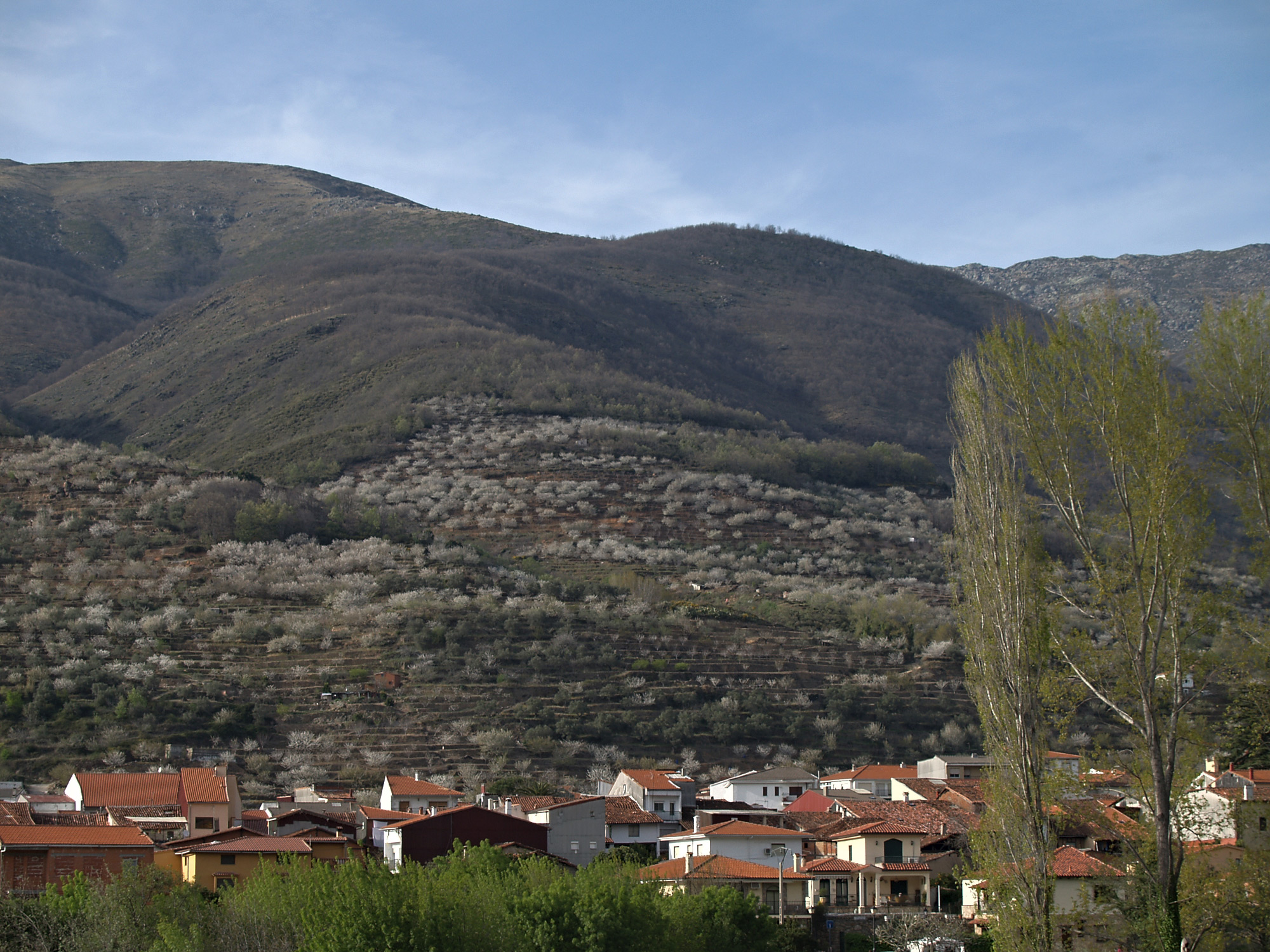
Vista de Jerte al atardecer, con los cerezos típicos de la zona en la ladera del fondo.

La economía de Jerte se basa principalmente en la agricultura, destacando el cultivo de cerezos, y en el turismo.
En 2020, con la iniciativa Come fruta, se publicita por correo electrónico la venta de picotas o cerezas silvestres o de monte, con promociones durante la pandemia de COVID-19, para no comprometer la economía del valle.
En cuanto al sector secundario, en 2013, según el anuario económico de la Caixa, el municipio tenía 9 empresas de industria y 14 de construcción.
Dentro tanto del sector primario como del secundario, el municipio se encuentra dentro de la zona de producción y elaboración de seis productos alimentarios con denominación de origen o indicación geográfica protegida: Aceite Gata-Hurdes, Cereza del Jerte, Carne de Ávila, Cordero de Extremadura, Ternera de Extremadura y Jamón Dehesa de Extremadura.
En cuanto a la actividad comercial, Jerte se encuentra dentro del área comercial de Plasencia, si bien existe cierta gravitación comercial hacia El Barco de Ávila. Pese a no ser cabecera de área comercial, en 2013 el municipio de Jerte tenía diversos establecimientos comerciales: una oficina de entidad de depósito, 29 actividades de restauración y bares, 5 actividades comerciales mayoristas y 27 actividades comerciales minoristas.
En 2008, Jerte tenía el título de "Población con mayor número de bares por habitante", siendo la proporción de 1 bar por cada 36 habitantes.

## Patrimonio
- Ermita del Cristo del Amparo
- Iglesia parroquial católica de Nuestra Señora de la Asunción, en la archidiócesis de Mérida-Badajoz, diócesis de Plasencia, arciprestazgo de Cabezuela del Valle.[17]
- Reserva natural Garganta de los Infiernos
- Puente de Carlos V

## Festividades
- El Cerezo en Flor, marzo

- El Cristo del Amparo, 16 de julio